# Iwan Rohacz
Iwan Rohacz (ur. 29 maja 1914 w Wielkim Bereznem, zm. 18 lutego 1942 w Babim Jarze) – ukraiński dziennikarz, działacz młodzieżowy oraz polityczny na Zakarpaciu, członek kierownictwa Ukraińskiej Obrony Narodowej, żołnierz Siczy Karpackiej.
W 1938 redaktor gazety Nowa Swoboda, w latach 1938-1939 osobisty sekretarz prezydenta Augustyna Wołoszyna. W 1941 roku członek grupy marszowej OUN-M, kierującej się do Kijowa, w Kijowie pracował jako redaktor Ukraińskiego Słowa. Aresztowany przez gestapo wraz z siostrą Hanną, oboje zostali zamordowani w 1942.